# Pismis 24-1
Pismis 24-1 és un sistema estel·lar massiu de la constel·lació de l'Escorpió. És el membre més brillant del cúmul obert Pismis 24, situat dins la nebulosa NGC 6357. S'estima que la seva distància al Sistema solar és d'uns 2,5 kiloparsecs (una mica més de 8.000 anys llum). Junt amb Trumpler 14, és el lloc amb la major densitat d'estels «súper-massius» dins dels 3 kiloparsecs més propers al Sol.
Pismis 24-1 és si més no una estrella binària, com s'ha observat per la càmera ACS del telescopi espacial Hubble.
La primera de les components, Pismis 24-1SW (HD 319718A / CD-34 11671A / LSS 4142A), és un estel de magnitud aparent +10,43 i tipus O4 III(f+), encara que apareix en la base de dades SIMBAD com a gegant blava de tipus espectral O7 III. L'altra component, Pismis 24-1NE (HD 319718B / CD-34 11671B / Pismis 24-17), és igualment una estrella blava de magnitud +11,4 i espectre O3.5 If* (catalogada com O3 III en la base de dades SIMBAD). Alhora, aquesta última és una binària espectroscòpica, per la qual cosa el sistema consta d'un mínim de tres components. Inicialment es va pensar que Pismis 24-1 era una única estrella amb una magnitud absoluta de -7,3 i una magnitud bolomètrica de -11,8, fet pel qual hagués estat entre els estels més lluminosos de la Via Làctia.
Les masses estimades per a l'edat zero en la seqüència principal són 96 ± 10 masses solars per Pismis 24-1SW, i 97 ± 10 masses solars per Pismis 24-1NE. Malgrat són estels enormement massius, aquests valors es troben per sota de 150 masses solars, dada considerada el límit superior de massa per a una estrella. Poden tenir una edat inferior a 1 milió d'anys.